# تاريخ المسيحية في بريطانيا

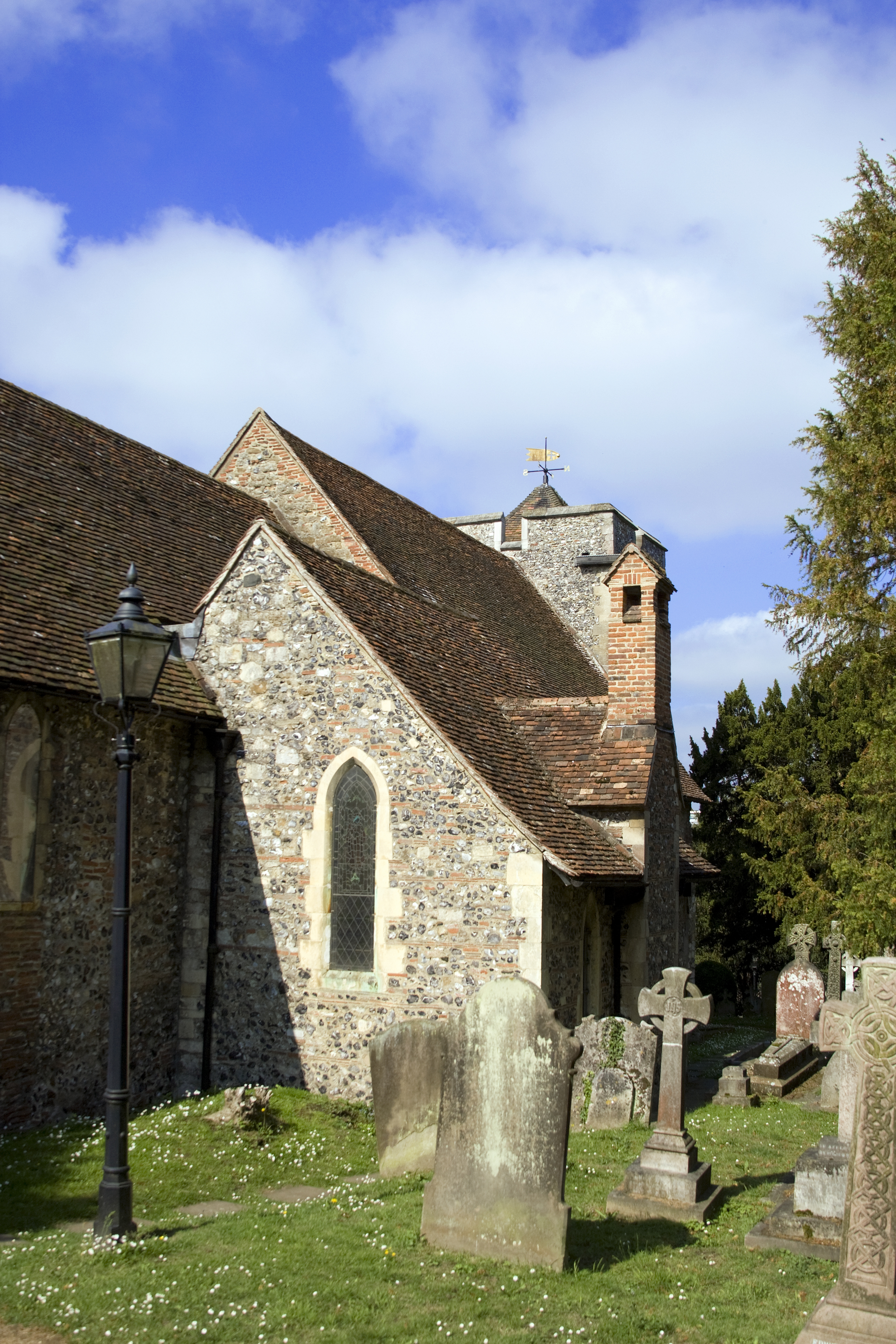
منظر لكنيسة سانت مارتن، في كانتربري

يغطي تاريخ المسيحية في بريطانيا المنظمات الدينية، والسياسات، واللاهوت، والتدين الشعبي منذ العصور القديمة.

## إنجلترا

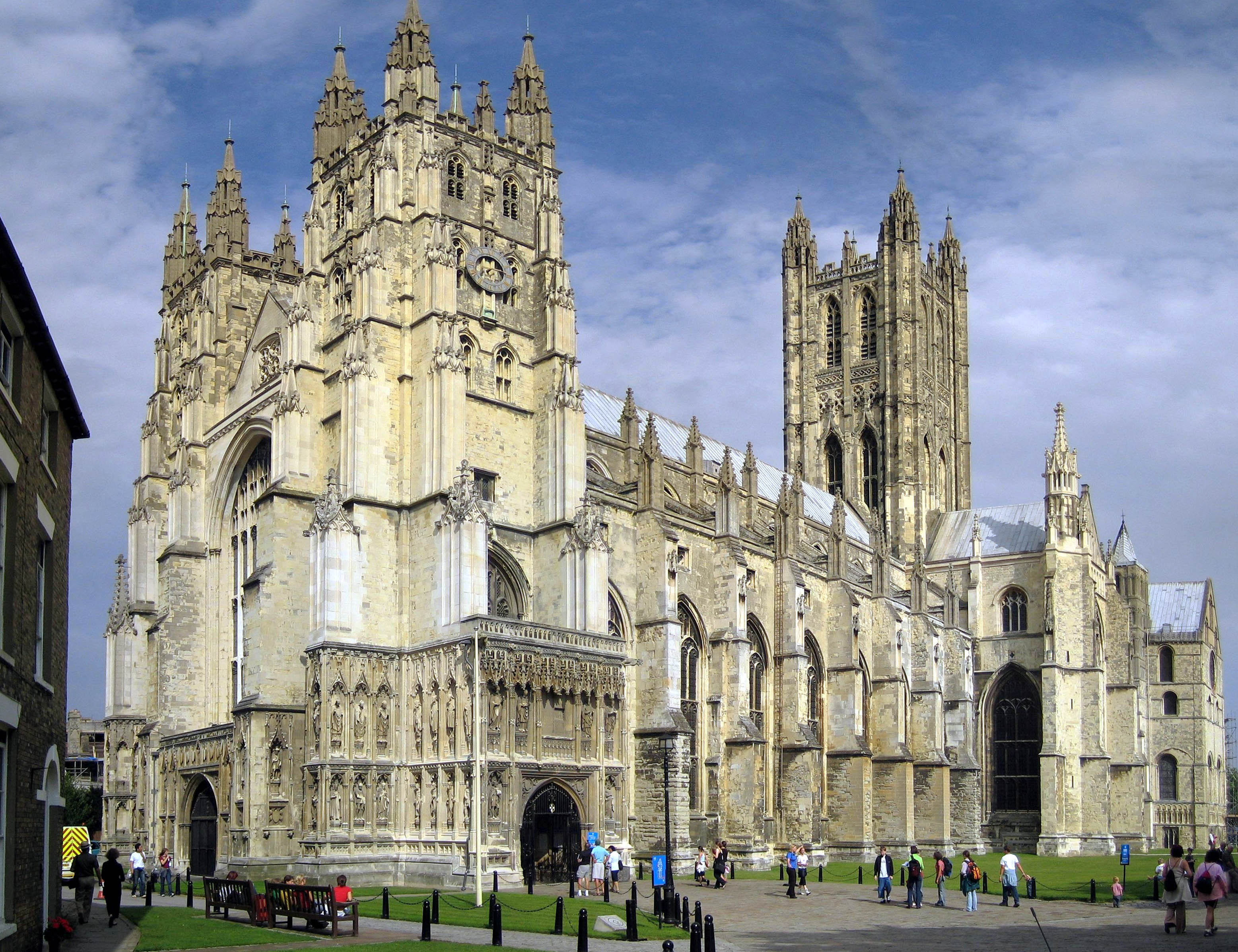
كاتدرائية كانتربري

### الكلت
بدايات تاريخ المسيحية في بريطانيا غامض للغاية. فقدت أساطير القرون الوسطى المتعلقة بهداية الجزيرة من قبل الملك لوسيوس أو من بعثة للقديس فيلبس أو يوسف الرامي مصداقيتها، وزُعم أنها «عمليات تزوير ورع» جرى إدخالها في محاولات لإثبات الاستقلال أو الأقدمية في التسلسل الهرمي الكنسي الرسمي بعد الغزو النورماندي لإنجلترا وويلز. تعود الأدلة الأثرية الأولى والسجلات الموثوقة التي تظهر مجتمعًا كبيرًا بما يكفي للحفاظ على الكنائس والأساقفة إلى القرنين الثالث والرابع. نشأت هذه الهياكل التنظيمية الأكثر رسمية من بدايات متواضعة ماديًا: إذ توسل الوفد البريطاني للمجلس الريميني عام 353 للحصول على مساعدة مالية من زملائه من أجل العودة إلى ديارهم. يبدو أن السكان الرومان-البريطانيين كانوا في الغالب مسيحيين خلال فترة بريطانيا شبه الرومانية. شهدت المؤامرة الكبرى في ستينيات القرن الرابع، وزيادة الغارات في وقت الانسحاب الروماني من بريطانيا بعض العبودية. دمرت غزوات الساكسون في بريطانيا معظم الهياكل الكنسية الرسمية في شرق بريطانيا مع تقدمها، واستبدلتها بشكل من أشكال الشرك الجرماني. يعزا الهدوء في التوسع الساكسوني غربًا تقليديًا إلى معركة بادون، ولكن بعد وصول طاعون جستنيان نحو عام 547، استؤنِف التوسع. مع ذلك تُرِكت كورنوال إلى حد كبير لأهلها وممارساتهم التي ظلت مسيحية بطبيعتها في الوقت الذي جرى فيه إخضاعها من قبل وسكس في معركة هينغستون داون في عام 838، ويعود تاريخ كنيسة سانت بيران إلى القرن السادس مما جعلها واحدة من أقدم المواقع المسيحية الموجودة في بريطانيا.

### أنجلوسكسونيون
بالمقارنة مع استمراريتها المتواصلة في المسيحية الغربية البريثونية ثقافيًا، والتي أخمِدت مع وصول الساكسونيين إلى الشرق، أعيدت البعثة الغريغورية مرة أخرى إلى شرق بريطانيا، نحو عام 600. فشل سانت أوغسطين بعد تعيينه رئيس الأساقفة في كانتبري في تثبيت سلطته على الكنيسة الويلزية في تشيستر لكن مهمته- بمساعدة المبشرين الاسكتلنديين مثل القديس إيدن والقديس كوثبرت- أثبتت نجاحها في كينت ثم نورثومبريا: واستمرت مقاطعتا الكنيسة الإنجليزية في قيادة الكاتدرائيات في كانتربري ويورك (تأسست في عام 735). نظرًا لأهمية البعثات الاسكتلندية، اتبعت نورثومبريا في البداية الكنيسة الأصلية في حسابها لعيد الفصح وحلق الشعر، ولكن بعد ذلك انضمت إلى كانتربري وروما في سينودس ويتبي عام 664. تتضمن الوثائق المسيحية الإنجليزية المبكرة التي نجت منذ ذلك الوقت أناجيل ليندسفارن المزخرفة من القرن السابع، والحسابات التاريخية التي كتبها بيدا المكرم. تبنى الأيرلنديون والاسكتلنديون الممارسات الرومانية خلال القرنين السابع والثامن، أقنع «رئيس الأساقفة» إلفود من «غويند» أخيرًا الويلزيين باتباعها نحو عام 768، على الرغم من أنه بعد فترة حكم برنارد، حتى أجبِر أسقف سانت ديفيد أخيرًا على الخضوع لسلطة كانتربري والكنيسة الإنجليزية.

### النورمانديون
كانت المسيحية في إنجلترا بعد الغزو انفصالية في الطابع عمومًا، مع الحق في تعيين الأساقفة الذين ينتمون إلى الملك على الرغم من الاعتراضات البابوية.
اجتاح النورمانديون إنجلترا وبدأوا غزو ويلز بحلول القرن الحادي عشر. دَون سانت أوسموند، أسقف ساليسبري، شعائر ساروم، وبحلول وقت خليفته، روجر، وضع نظامًا للوقف الكنسي الموهوب الذي ترك المواقف الكنسية مستقلة عن الأسقف. في عهد هنري الثاني، تزامنت الشعبية المتزايدة لقصص أسطورة الكأس مع الدور المركزي المتزايد للمناولة في طقوس الكنيسة. سمح التسامح مع منافع الرتب الكنيسة للأشخاص حسني الصلات بالاحتفاظ بعدة مكاتب لمجرد عائداتهم الروحية والدنيوية، أو التعاقد من الباطن على واجبات المنصب لرجال دين أقل أو معاملتهم ببساطة على أنهم في وظائف سهلة. أدت أهمية هذه الإيرادات إلى نزاع التنصيب، الذي اندلع في بريطانيا بشأن القتال الذي كان سببه رفض الملك جون قبول مرشح البابا إينوسنت الثالث كرئيس أساقفة كانتربري. وضِعت إنجلترا تحت الحظر في عام 1208، وحرم جون كنسيًا في العام التالي، لقد استمتع بالاستيلاء على عائدات الكنيسة لكنه تراجع أخيرًا بسبب المنافسين المحليين والأجانب الذين عززتهم المعارضة البابوية. على الرغم من أن جون تراجع بسرعة عن السداد، لكن إنيوسنت بعد ذلك وقف إلى جانبه وأدان بشدة ماجنا كارتا، واصفًا إياها بأنها «ليست مخزية ومذلة فحسب، بل غير قانونية وظالمة». كانت حركة الإصلاح الرئيسية أو هرطقة القرن الرابع عشر هي لولردي بقيادة جون ويكليف، الذي ترجم الكتاب المقدس إلى اللغة الإنجليزية. أدين بعد وفاته، فنبش جثمانه وأحرِق ورمي رماده في نهر سويفت.
حتى قبل الاحتلال، عاد إدوارد المعترف من نورماندي مع البنائين الذين قاموا ببناء دير وستمنستر عام 1042 على الطراز الرومانسكي. غالبًا ما كان للكنائس الصليبية الشكل من العمارة النورمانية مذابح عميقة وتصالبًا مربعًا، والذي ظل سمة من سمات العمارة الكنسية الإنجليزية. يوجد في إنجلترا العديد من الكاتدرائيات المبكرة، وأبرزها كاتدرائية يورك عام 1080، وكاتدرائية دورهام عام 1093، وكاتدرائية ساليسبري (الجديدة) عام 1220, بعد حريق دمر كاتدرائية كانتربري في عام 1174، أدخل البنّاء نورمان الطراز القوطي، الذي تطور إلى القوطي الإنجليزي في ويلز وكاتدرائيات لينكولن نحو عام 1191. بدأت أكسفورد وكامبريدج باعتبارهما مدارس دينية في القرنين الحادي عشر والثالث عشر على التوالي.

### الإصلاح الإنجليزي
سُمي هنري الثامن مدافعًا عن الإيمان لمعارضته لإصلاح لوثر. عجز زوجته عن حمل ابن حي وعدم قدرة البابا على السماح له بالطلاق بينما جيوش ابن أخيها تحفظ روما، دفعت هنري على أي حال إلى استدعاء برلمان الإصلاح والتذرع بقانون الإساءة للعرش ضد الكنيسة الإنجليزية. وفي نهاية المطاف أدى إلى إخضاع رجال الدين عام 1532، وقوانين السلطة عام 1534 التي جعلت من كنيسة إنجلترا كنيسة وطنية مستقلة، لم تعد تحت حكم البابا، واعتبرت الملك الحاكم الأعلى. (يُذكر أحيانًا بشكل خاطئ أن كنيسة إنجلترا تأسست في هذا الوقت. كانت كنيسة إنجلترا مقاطعة للكنيسة الرومانية الكاثوليكية على الأقل منذ نحو 600 بعد الميلاد عندما أصبح أوغسطين أول رئيس أساقفة كانتربري. لذلك لم يكن من الممكن إنشاء كنيسة إنجلترا في وقت كانت موجودة منذ أكثر من 900 عام). صدر قانون الخيانة في العام ذاته لأولئك الذين عارضوا الإجراءات، استشهد القديس جون فيشر، وتوماس مور، وآخرون لاستمرار إيمانهم الكاثوليكي. كان الخوف من الغزو الأجنبي مصدر قلق حتى هزيمة أرمادا الإسبانية عام 1588، لكن مبيعات الأراضي بعد حل الأديرة الأصغر والأكبر وحدت معظم الطبقة الأرستقراطية وراء التغيير. جرى التعامل بسرعة مع التمرد الديني في لينكولنشاير ويوركشاير عام 1536، وفي كمبرلاند عام 1537، وفي ديفون وكورنوال عام 1549. اختلف مبدأ الإصلاح الإنجليزي قليلًا في البداية إلا فيما يتعلق بالسلطة الملكية على قانون الكنسي: ظلت اللوثرية مدانة واستشهد جون فريث، وروبرت بارنز والبروتستانت الآخرون أيضًا، بما في ذلك ويليام تينديل، الذي ألهم كتابه طاعة الرجل المسيحي انفصال هنري عن روما والذي شكلت ترجمته للكتاب المقدس أساس الإنجيل المقدس المعتمد من هنري. وفي الوقت نفسه، دُمجت القوانين في ويلز وإنجلترا بشكل كامل في عامي 1535 و1542.